# ホーキンス郡 (テネシー州)
ホーキンス郡（英: Hawkins County）は、アメリカ合衆国テネシー州の北東部に位置する郡である。2010年国勢調査での人口は56,833人であり、2000年の53,563人から6.1%増加した。郡庁所在地は州内で2番目に古い町ロジャーズビル町（人口4,420人）であり、同郡で人口最大の都市は一部がサリバン郡に跨るキングスポート市（人口48,205人）である。
ホーキンス郡はバージニア州にも跨るキングスポート・ブリストル (テネシー州)・ブリストル (バージニア州)大都市圏に属している。またジョンソンシティ・キングスポート・ブリストル広域都市圏にも入っている。通常トライシティーズ地域と呼ばれている。

## 郡政府
ホーキンス郡は21人の委員で構成される郡政委員会が統治している。行政の最高責任者が郡長である。

### 郡長
テネシー州憲法の規定により、各郡の郡長は選挙で選ばれることになっている。郡長は州知事の選挙と同時期である4年毎に8月に行われる通常選挙で選出される。再選については制限が無い。郡長は郡行政府の首長である。郡政府を指揮し、財政管理など行政機能の責任がある。
郡長は郡の総体的執行者なので、一般会計に関わる令状を発行できる。他の役人の管轄ではない郡資産の管轄権があり、郡役人の報告書を検査できる。投票権は無いが、郡政委員会など全ての委員会において職権上の委員となり、立法府の議長に選ばれることもある。郡長は議長になることを求められてはいない。郡政委員会の特別会期を招集できる。選択的一般法あるいは個別的法によって規定されない限り、郡の全ての部門、事務所、機関の予算を集計し、郡政委員会に提出される。

### 郡政委員会

#### 構成
ホーキンス郡コミッショナー会議、別名郡政委員会が郡政府の立法府であり、主たる政策立案主体である。郡内を7つの選挙区に分け、それぞれから3人ずつ、合計21人の委員で構成される。委員の任期は4年間である。
郡政委員会は下部委員会で運営されており、郡の事業は郡政委員会にかかる前に下部委員会で審議されている。郡事務官が郡政委員会の秘書官であり、委員会の公式記録を維持する責任がある。

#### 権限と責任
郡立法府の機能で最も重要なものは、年間予算を採択し、郡政府の3つの主要な予算用途である一般会計、教育会計、高規格道路維持会計に配分し、また特定郡ではその他の会計（例えば債務返済など）に割り付ける。教育会計は大半の郡が全体として受容あるいは拒絶しなければならないが、その他の予算は郡政委員会に裁量権がある。教育会計は教育委員会と郡政委員会の双方で採択されるまで代案を提出し続けなければならない。
郡政委員会は資産税の税率を設定し、またその他の郡税や利用料、州や連邦政府から配分される予算を管理し、郡予算の資金に充当する。大半の税を課するときには制限があるが（住民投票による承認や税率制限など）、資産税には当てはまらない。テネシー大学の郡技術支援サービス部が、郡の収入源を同定する際に郡役人を支援する郡予算マニュアルを発行している。
個別の法が住民投票による承認を必要としない場合に、その個別法を承認する権限を執行するという重要な役割がある。郡に権限を付加することの多い個別法は、有効とするために郡政委員会の3分の2以上の委員によって承認されるか、住民投票による承認を得なければならない。承認の形態は個別法で規定される。郡政委員会は毎年議長と議長代行を選出する。郡執行役あるいは委員会の委員を議長に選出できるが、郡執行役は就任を拒絶できる。郡執行役が議長である場合、賛否同数であるときにのみ投票できる。委員が議長であるときは、他の委員と同様に投票できるが、賛否同数の場合に再投票はできない。郡執行役が議長でない場合には立法府の議決の大半に拒否権を発動できるが、この拒否権は委員の絶対多数の議決によって覆される。このことや議案の承認などに要求される絶対多数は郡政委員会定数の過半数であり、定足数の過半数でも、承認された委員の過半数でもない。
郡政委員会のもう一つの重要機能として、選挙で選ばれる郡役人が空席となった場合にこれを選出する役割がある。郡政委員会が選出した役人は任期の残り期間を務めるか、後任が選出されるまで務めることになり、その違いは空席が発生したタイミングによる。郡役人の空席を埋める場合、対象者を決める会合の少なくとも1週間前までに、郡内で購読されている新聞に公告を掲載しなければならない。この公告には、州会の時刻、場所、日付と充当する役職名を記載する。また郡政委員会の委員には10日以上前に予告されなければならない。郡政委員会は空席を充当するために公開選挙を行い、全ての郡民に候補者として意思表示できる権限を認める。

## 地理
アメリカ合衆国国勢調査局に拠れば、郡域全面積は500平方マイル (1,295.0 km2)であり、このうち陸地487平方マイル (1,261.3 km2)、水域は13平方マイル (33.7 km2)で水域率は2.60%である。

### 交通

#### 主要高規格道路
- アメリカ国道11号線西、リー・ハイウェイ
- アメリカ国道12号線東
- 主要州道
  -  テネシー州道70号線、トレイル・オブ・ザ・ロンサム・パイン
  -  テネシー州道66号線
  -  テネシー州道31号線
- 2級州道
  -  テネシー州道94号線
  -  テネシー州道113号線
  -  テネシー州道172号線
  -  テネシー州道344号線
  -  テネシー州道346号線
  -  テネシー州道347号線
  - テネシー州道714号線

#### 空港
ホーキンス郡空港は、郡が所有し、公共用途に使われる空港であり、ロジャーズビルの中央事業地区から北東に6海里 (11 km) にある。

### 隣接する郡
- リー郡 (バージニア州) - 北
- サリバン郡 - 東
- グリーン郡 - 南
- ハンブレン郡、グレンジャー郡 - 南西
- ハンコック郡 - 西
- スコット郡 (バージニア州) - 北東
- ワシントン郡 - 南東

## 人口動態

2000人口ピラミッド

以下は2000年国勢調査による人口統計データである。
| 基礎データ - 人口: 53,563人 - 世帯数: 21,936 世帯 - 家族数: 15,925 家族 - 人口密度: 42人/km2（110人/mi2） - 住居数: 24,416軒 - 住居密度: 19軒/km2（50軒/mi2） 人種別人口構成 - 白人: 97.42% - アフリカン・アメリカン: 1.55% - ネイティブ・アメリカン: 0.17% - アジア人: 0.23% - 太平洋諸島系: 0.01% - その他の人種: 0.23% - 混血: 0.56% - ヒスパニック・ラテン系: 0.78% 年齢別人口構成 - 18歳未満: 23.3% - 18-24歳: 7.5% - 25-44歳: 30.0% - 45-64歳: 25.9% - 65歳以上: 13.2% - 年齢の中央値: 38歳 - 性比（女性100人あたり男性の人口） - 総人口: 94.7 - 18歳以上: 92.5 | 世帯と家族（対世帯数） - 18歳未満の子供がいる: 31.3% - 結婚・同居している夫婦: 59.3% - 未婚・離婚・死別女性が世帯主: 9.8% - 非家族世帯: 27.4% - 単身世帯: 24.4% - 65歳以上の老人1人暮らし: 9.6% - 平均構成人数 - 世帯: 2.42人 - 家族: 2.86人 収入と家計 - 収入の中央値 - 世帯: 31,300米ドル - 家族: 37,557米ドル - 性別 - 男性: 30,959米ドル - 女性: 22,082米ドル - 人口1人あたり収入: 16,073米ドル - 貧困線以下 - 対人口: 15.8% - 対家族数: 12.7% - 18歳未満: 20.4% - 65歳以上: 17.7% |

## 都市と町

### 都市
| - ブルズギャップ - チャーチヒル - キングスポート | - マウントカーメル - ロジャーズビル - 郡庁所在地 - サーゴインズビル |

### 未編入の町
- エイドソン
- ムーアズバーグ
- セントクレア